# Concacaf Central American Cup
Concacaf Central American Cup (spanska: Copa Centroamericana), är en kommande årlig fotbollstävling för klubbar som är medlemmar i UNCAF. Turneringen kommer fungera som kval till Concacaf Champions League för klubbar från centralamerika.